# Oechsle (warenhuis)

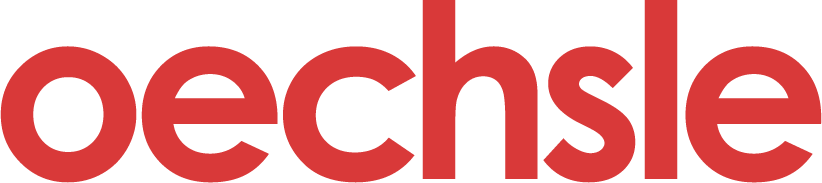
Oechsle-logo gebruikt sinds 2014 en 2016.

Oechsle is een Peruaanse warenhuisketen die onderdeel is van de Intercorp Group.

## Geschiedenis
In 1879 opende de Duitse immigrant Fernando Augusto Oechsle een kleine winkel onder de naam Casa Oechsle. Aanvankelijk bestond het assortiment uit garen, kant en knopen geïmporteerd uit Europa. De winkel breidde zich uit en kreeg veel aanzien in de hele stad dankzij een exclusief aanbod, bestaande uit geïmporteerde producten, waaronder textiel, parfums, decoratieve artikelen en zelfs speelgoed. In 1917 opende Oechsle zijn meest symbolische  locatie, gelegen tussen de Portal de Botoneros en de Pasaje José Olaya op de Plaza Mayor van Lima.
Vanaf het begin werd Casa Oechsle gekenmerkt door innovatie, waarbij aan het eind van de 19e eeuw de eerste elektrische lift werd geïnstalleerd die in Zuid-Amerika in bedrijf was. Speelgoed had zijn eigen ruimte in de jaren 1930, toen Oechsle de belangrijkste speelgoedwinkel in Lima opende. Al in 1945 bood de winkel allerlei huishoudelijke artikelen, speelgoed en kleding aan. Dat jaar stierf de oprichter en werd opgevolgd door zijn zoon Alex Oechsle Pruss.
Naarmate de tijd verstrijkt wordt het assortiment steeds verder uitgebreid.

Al in de jaren 1960 sponsorde de keten televisieprogramma's, waarbij bekendheden uit die tijd in de reclame aanwezig waren. Vanaf de tweede helft van de vorige eeuw opende het vestigingen in andere districten van de Peruaanse hoofdstad, zoals Miraflores, Surco en Magdalena, naast de oorspronkelijke winkel op de Plaza Mayor van Lima. Tijdens deze eerste fase had de keten geen winkels buiten de hoofdstad.
In de jaren 1980 werd Oechsle overgenomen door Monterey, destijds de belangrijkste supermarktketen op de Peruaanse markt. De overname was het gevolg van de familieband tussen de Oechsles en de Tschudis, eigenaren van Monterey. Als gevolg van de economische crisis die Peru in de tweede helft van de jaren 1980 en het begin van de jaren 1990 doormaakte en de opkomst van terroristisch geweld, ging de keten echter failliet gaan en moest in 1993 de deuren sluiten. 
Na enkele jaren kocht Intercorp het merk Oechsle en opende een winkelketen met die naam als onderdeel van zijn diversificatieplan in de detailhandel. 

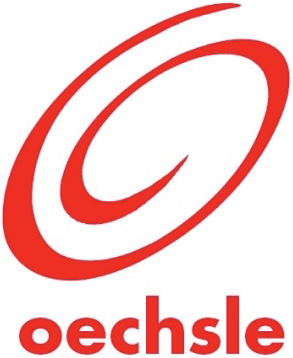
Oechsle-logo tussen 2009 en 2013.

Na 16 jaar afwezigheid en met een uitgebreide herpositionering opende Oechsle op 5 mei 2009 opnieuw zijn deuren in de stad Huancayo, maar dit keer als onderdeel van Intercorp, dat ook eigenaar is van InkaFarma, de keten van Plaza Vea-supermarkten en het Plaza Center en Real Plaza-winkelcentra. Daarnaast investeert Intercorp in onder meer hotels en bioscopen. 
Later zouden er nog meer openingen plaatsvinden in Trujillo, Lima en Arequipa. Op 2 februari 2011 werd de tweede winkel geopend in district Lima, aan de beroemde Jirón de la Unión. Dit warenhuis telt vier verdiepingen en een kelder waar een Plaza Vea-supermarkt is gevestigd.
In 2022 had Oechsle landelijk 25 locaties.  